# 152/45 S. Mod. 1911
Il 152/45 S. Mod. 1911 è un cannone navale progettato in Francia e prodotto su licenza dall'Italia, impiegato imbarcato durante la prima guerra mondiale e dall'artiglieria costiera durante la seconda guerra mondiale.

## Storia
Questo pezzo fu prodotto dalla Ansaldo di Genova su licenza della Schneider francese (come indicato dalla sigla S.). Il pezzo venne imbarcato sulle corazzate classe Duilio come arma anti-motosilurante e, durante la prima guerra mondiale venne adottato dal Regio Esercito su apposito affusto da assedio a cassa per fuoco di controbatteria. Negli anni '30 venne impiegato dalla Milizia marittima di artiglieria su appositi affusti in postazione fissa per la difesa delle coste.

## Tecnica

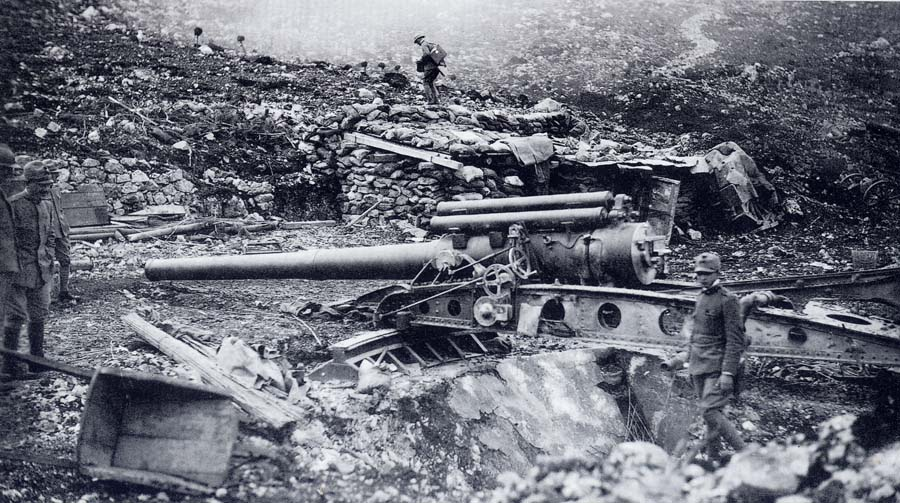
Un 152/45 su affusto d'assedio sul monte Sabotino nel 1917.

La canna in acciaio, con l'otturatore vitone cilindrico, pesa 6,386 tonnellate ed è incavallata su un affusto a coda unica a deformazione, con tre freni di sparo idraulici e molla di ritorno in batteria.
L'installazione sulle corazzate era su affusto a piedistallo in barbetta corazzata. L'affusto del tipo d'assedio è imperniato posteriormente su piastrone con vomere, su cui può ruotare scorrendo anteriormente su una ridotta piattaforma arcuata, che permette il brandeggio su un arco di circonferenza di 60°. L'affusto permette un alzo molto elevato di 45° ed una depressione di -5°. La messa in batteria richiede 6-8 ore in condizioni ottimali. L'installazione costiera invece era su a piedistallo. L'affusto, che sostiene la culla tramite orecchionerie, è fissato su una piattaforma scudata che brandeggia sopra una corona di rulli, fissata alla piastra di fondazione. Era impiegato nelle batterie antinave della Regia Marina operate dalla Milizia marittima di artiglieria.
Il traino avviene su una vettura: l'affusto viene trasformato in vettura applicando una sala ed un avantreno con ruote cingolate, da 2,57 metri.
La batteria è formata da 4 cannoni, 8 rimorchi, 2 mitragliatrici per la difesa ravvicinata, 1 autocarro per il trasporto delle cariche di lancio e 5 autocarri per i proietti. In configurazione di marcia la batteria si sviluppa su strada per 500 m e si muove a 6–8 km/h.

## Munizionamento
Il munizionamento era costituito da:
- granata in acciaio, carica in tritolo o pentrite o miscela acido picrico-tritolo (MAT) o miscela binitrofenolo-tritolo (MBT), del peso di 45,9 kg.
- granata "inglese" da 152/32, 152/45 e 152/50 A. Mod. 1918: in acciaio, carica in miscela binitrofenolo-tritolo (MBT) o miscela nitrato d'ammonio-dinitronaftalina-tritolo (MNDT) o trinitrofenolo (liddite), del peso di 45,365 kg.
- granata "inglese" da 152/13 cinturata per cannoni da 152/32, 152/45 e 152/50: differisce dalle precedenti per la corona di forzamento:
  - granata da 152/13 "inglese corta": in acciaio, carica in amatolo 60/40 o amatolo 80/20 o amatoxol, del peso di 43,6 kg.
  - granata da 152/13 "inglese lunga": in acciaio, carica in trinitrofenolo (liddite) o tritolo, del peso di 45 kg.
- shrapnel da 152 mm: in acciaio, del peso di 47,7 kg.
- granata a bocchino posteriore (b.p.) da 152/32 - 152/45, in acciaio, carica in tritolo, del peso di 47,1 kg.
- granata a bocchino posteriore (b.p.) da 152/45 - 152/50, in acciaio, carica in tritolo, del peso di 47,1 kg.